# Erik Gustaf Granholm
Erik Gustaf Johansson Granholm, född 3 februari 1807 i Nagu, död 17 december 1872 i Helsingfors,var en finländsk pianotillverkare.
Under sin livstid tillverkade Granholm ungefär 490 taffelpianon, ett tiotal flyglar, några kabinettpianon och 25 pianinon.

## Biografi
Granholm föddes 1807 i Nagu som son till fiskaren Johan Ericsson och Stina Henriksdotter. Granholm lärde sig bygga pianon hos instrumentmakaren Olof Granfeldt i Åbo och Stockholm. Han var 1830 gesäll hos denne i Stockholm. Han flyttade därefter till S:t Petersburg och anställdes där hos instrumentmakaren Grasse. År 1833 blev han verkgesäll och 1835 flyttade han till Helsingfors för att där starta en egen pianofabrik. Fabrik låg på Lönnrotsgatan och lades ner 1866. Granholm 1872 i Helsingfors.
Granholm gifte sig Elisabet Forss. De fick tillsammans sonen Florentinus Granholm.

## Medarbetare
- Johan Christian Wancke.